# Sleep Token
Sleep Token ist eine britische Metalband aus London, die im Jahre 2016 gegründet wurde. Die Bandmitglieder treten stets maskiert auf und halten ihre Identitäten anonym. Sleep Token stehen bei RCA Records unter Vertrag und haben bislang vier Studioalben veröffentlicht.

## Geschichte

### Gründung undSundowning(2016 bis 2020)
Die Gruppe wurde im Jahre 2016 gegründet. Die erste Veröffentlichung war die Extended Play One und die Single Thread the Needle. Ein Jahr darauf veröffentlichten Sleep Token über Basick Records ihre zweite EP Two und dazu die Singles Calcutta, Nazareth und Jericho. Im selben Jahr folgten darauf die Singles Hey Ya!, eine Coverversion des gleichnamigen Liedes von OutKast, Jaws und The Way That You Were, welche unabhängig von einem Album veröffentlicht wurden. Am 17. Juni 2017 spielte die Band in London ihr erstes Konzert. Es folgten weitere Konzerte im Vorprogramm von Motorpsycho, Holding Absence und Loathe sowie Auftritte beim Download-Festival sowie den Reading and Leeds Festivals. Im Juni 2019 zeigte das Kollektiv mit The Night Does Not Belong to God das erste Lied seines Debütalbums Sundowning, dessen Titel auf das gleichnamige Krankheitsbild anspielte und welches noch im selben Jahr unter dem Label Spinefarm Records erschien.
Nach der Veröffentlichung dieser ersten Single folgten alle zwei Wochen zum Sonnenuntergang das jeweils nächste Lied des insgesamt zwölf Stücke umfassenden Albums. Die Gruppe trat auf dem Euroblast Festival auf. Im Herbst 2019 spielten Sleep Token ihre erste Tour durch Nordamerika, als sie zusammen mit Polyphia und Lil Aaron für Issues eröffneten. Nachdem im Jahre 2020 zahlreiche geplante Auftritte wegen der COVID-19-Pandemie abgesagt werden mussten, veröffentlichte die Band im Sommer 2020 eine „Deluxe Edition“ des Debütalbums. Diese enthält unter anderem Coverversionen der Lieder When the Party’s Over und I Wanna Dance with Somebody (Who Loves Me), im Original von Billie Eilish bzw. Whitney Houston. Im Sommer 2021 traten Sleep Token als Headliner der zweiten Bühne beim Download-Festival auf.

### This Place Will Become Your TombundTake Me Back to Eden(2021 bis 2024)
2021 wurden die drei Promotion-Singles The Love You Want, Alkaline und Fall for Me als Vorbereitung auf das zweite Album der Band unter demselben Label publiziert, welches wenige Monate darauf noch im selben Jahr erschien. This Place Will Become Your Tomb, in dem die Gruppe erneut mit dem Produzenten George Lever zusammenarbeiteten, wurde von dem Metal- und Rockmagazin Loudwire auf Platz zwölf der 45 besten Rock- und Metalalben 2021 genannt und erreichte die Position 39 in den britischen Albumcharts. Ende 2021 tourte die Band durch das Vereinigte Königreich und Irland. Das folgenden Jahr 2022 begann mit einer UK-Tour mit Malevolence und dem Headliner Architects und einer Tour durch Australien im Vorprogramm von Northlane. Im Sommer 2022 traten Sleep Token beim Bloodstock Open Air und dem Download-Festival auf.
Im Januar 2023 veröffentlichten Sleep Token mit Chokehold, The Summoning, Granite und Aqua Regia die ersten vier Singles zu ihrem Album Take Me Back to Eden. Im Februar selbigen Jahres folgt zusammen mit der fünften Single Vore die Ankündigung des Albums, das Album am 19. Mai 2023 erschien. Alleine nach der Veröffentlichung der ersten beiden Singles konnte die Band die Zahl ihrer monatlichen Hörer bei Spotify beinahe verfünffachen. Das Album erreichte Platz drei der britischen, Platz fünf der deutschen, Platz zwölf der österreichischen, Platz 16 der US-amerikanischen und Platz 24 der Schweizer Albumcharts. Sleep Token wurden bei den Heavy Music Awards als Best UK Band ausgezeichnet und trat auf Festivals wie dem Aftershock Festival, Copenhell, Full Force, Graspop Metal Meeting, Louder Than Life, Reading and Leeds Festivals, Reload Festival, Riot Fest, Summer Breeze und dem Wacken Open Air auf.
Take Me Back to Eden war das meistgestreamte Metal-Album des Jahres 2023 bei Spotify und kam auf insgesamt über 357 Millionen Streams. Im Januar 2024 tauchte im Internet die Geburtsurkunde des Bassisten III auf, der daraufhin seine Accounts bei Instagram und X löschte. Kurze Zeit später löschte die Band sämtliche Beiträge auf ihrer Instagram-Seite. Am 14. Februar 2024 gaben Sleep Token über ihre sozialen Medien bekannt, von Spinefarm Records zu dem Label RCA Records zu wechseln. Bei den Heavy Music Awards 2024 wurde Take Me Back to Eden als bestes Album und bei den Billboard Music Awards 2024 als Top Hard Rock Album ausgezeichnet.

### Even in Arcadia(seit 2025)
Am 9. Mai 2025 erschien das vierte Studioalbum Even in Arcadia, welches die erste Veröffentlichung unter RCA Records darstellt. Zuvor kündigten Sleep Token für den Herbst 2025 ihre Even in Arcadia Tour in den Vereinigten Staaten an. Vorab koppelte die Band mit Emergence, Caramel und Damocles drei Singles aus, die sich jeweils in den britischen und US-amerikanischen Singlecharts platzieren konnten. Das Lied Caramel war mit Platz 10 im Vereinigten Königreich am erfolgreichsten. Das Album stieg auf Platz eins der deutschen und britischen Albumcharts ein.

## Stil

### Musik
Der Musikstil von Sleep Token wird von Rezensenten wiederholt als „schwer kategorisierbar“, „einzigartig“ und „als Kombination verschiedener Genres“ beschrieben. In einem Interview mit dem Musikmagazin Metal Hammer meinte der Sänger Vessel hierzu, Musik sei „für jedermann“ und man solle „sich nicht in Genres verlieren“, da sie einen „verwirren“ würden. Das Genre der Band wird weiterhin als Mischung von Indie-Rock, Post-Metal, Tech-Metal, Alternative Metal, Metalcore und Ambient beschrieben.

### Auftreten
Die Gruppe behält die Identität ihrer Mitglieder anonym und tritt stets maskiert auf. Lediglich der Sänger der Gruppe ist unter seinem Pseudonym „Vessel“ bekannt, die restlichen drei Instrumentalisten werden als II, III und IV bezeichnet. Sänger Vessel erklärte in einem Interview gegenüber dem britischen Metal Hammer, dass die Identitäten der Musiker nicht wichtig seien. In dem Herausgeberverzeichnis ihrer Alben werden Vessel1 für Keyboard, Gesang und Gitarre und Vessel2 für Schlagzeug genannt.
Die Maske des Sängers durchlief bisher drei Iterationen. Die restlichen Musiker trugen lange Zeit Hauben, denen abseits des Symbols des Kollektivs spezifischere Erkennungsmerkmale fehlten. Im Dezember 2023 zeigten sich Schlagzeuger II, Bassist III und Gitarrist IV erstmals mit neuen, individuellen, von Maskenbildner Hernandez-Davi entworfenen Masken und Kostümen. Der neue Auftritt des Kollektivs sei Teil einer „neuen Ära“ für Sleep Token.
Als Konzept der Gruppe dient eine Hintergrundgeschichte, laut der dem Musiker der Gott „Sleep“ in seinen Träumen erschienen ist, diesen würde das Kollektiv seitdem durch ihre Musik verehren.

## Diskografie
Studioalben

| Jahr | Titel Musiklabel                                         | Höchstplatzierung, Gesamtwochen, AuszeichnungChartplatzierungen (Jahr, Titel, Musiklabel, Platzierungen, Wochen, Auszeichnungen, Anmerkungen) | Höchstplatzierung, Gesamtwochen, AuszeichnungChartplatzierungen (Jahr, Titel, Musiklabel, Platzierungen, Wochen, Auszeichnungen, Anmerkungen) | Höchstplatzierung, Gesamtwochen, AuszeichnungChartplatzierungen (Jahr, Titel, Musiklabel, Platzierungen, Wochen, Auszeichnungen, Anmerkungen) | Höchstplatzierung, Gesamtwochen, AuszeichnungChartplatzierungen (Jahr, Titel, Musiklabel, Platzierungen, Wochen, Auszeichnungen, Anmerkungen) | Höchstplatzierung, Gesamtwochen, AuszeichnungChartplatzierungen (Jahr, Titel, Musiklabel, Platzierungen, Wochen, Auszeichnungen, Anmerkungen) | Höchstplatzierung, Gesamtwochen, AuszeichnungChartplatzierungen (Jahr, Titel, Musiklabel, Platzierungen, Wochen, Auszeichnungen, Anmerkungen) | Anmerkungen                                            |
| Jahr | Titel Musiklabel                                         | DE | AT | CH | UK | US | Rock | Anmerkungen                                            |
| ---- | -------------------------------------------------------- | --- | --- | --- | --- | --- | --- | ------------------------------------------------------ |
| 2019 | Sundowning Spinefarm Records (UMG)                       | — | — | — | — | — | — | Erstveröffentlichung: 21. November 2019                |
| 2021 | This Place Will Become Your Tomb Spinefarm Records (UMG) | DE37 a (2 Wo.)DE | — | — | UK39 (1 Wo.)UK | — | — | Erstveröffentlichung: 24. September 2021               |
| 2023 | Take Me Back to Eden Spinefarm Records (PIAS)            | DE5 (5 Wo.)DE | AT12 (1 Wo.)AT | CH24 (1 Wo.)CH | UK3 Gold · (7 Wo.)UK | US16 (24 Wo.)US | Rock4 (… Wo.)Rock | Erstveröffentlichung: 19. Mai 2023 Verkäufe: + 107.500 |
| 2025 | Even in Arcadia RCA Records (Sony)                       | DE1 (… Wo.)DE | AT1 (… Wo.)AT | CH2 (6 Wo.)CH | UK1 Silber · (… Wo.)UK | US1 (… Wo.)US | Rock1 (… Wo.)Rock | Erstveröffentlichung: 9. Mai 2025 Verkäufe: + 60.000   |

## Musikpreise
| Jahr | Kategorie                   | für                  | Resultat   |
| ---- | --------------------------- | -------------------- | ---------- |
| 2019 | Best UK Breakthrough Artist | Sleep Token          | Nominiert  |
| 2020 | Best Album                  | Sundowning           | Nominiert  |
| 2022 | Best UK Artist              | Sleep Token          | Nominiert  |
| 2022 | Best Live Artist            | Sleep Token          | Nominiert  |
| 2023 | Best UK Artist              | Sleep Token          | Gewonnen   |
| 2024 | Best Album                  | Take Me Back to Eden | Gewonnen   |
| 2024 | Best UK Artist              | Sleep Token          | Nominiert  |
| 2024 | Best UK Live Artist         | Sleep Token          | Nominiert  |
| 2024 | Best Album Artwork          | Take Me Back to Eden | Nominiert  |
| 2025 | Best UK Artist              | Sleep Token          | Ausstehend |
| 2025 | Best UK Live Artist         | Sleep Token          | Ausstehend |

| Jahr | Kategorie           | für                  | Resultat |
| ---- | ------------------- | -------------------- | -------- |
| 2024 | Top Hard Rock Album | Take Me Back to Eden | Gewonnen |

| Jahr | Kategorie     | für         | Resultat  |
| ---- | ------------- | ----------- | --------- |
| 2018 | Best New Band | Sleep Token | Nominiert |

| Jahr | Kategorie                   | für                  | Resultat |
| ---- | --------------------------- | -------------------- | -------- |
| 2023 | Drummer of the Year         | II                   | Gewonnen |
| 2023 | Vocalist of the Year        | Vessel               | Gewonnen |
| 2023 | Feels Are Real              | Take Me Back to Eden | Gewonnen |
| 2023 | Baddiecore Song of the Year | Rain                 | Gewonnen |
| 2023 | Song of the Year            | The Summoning        | Gewonnen |
| 2023 | Album of the Year           | Take Me Back to Eden | Gewonnen |